# District de Bratislava II
 (août 2024).
Si vous disposez d'ouvrages ou d'articles de référence ou si vous connaissez des sites web de qualité traitant du thème abordé ici, merci de compléter l'article en donnant les références utiles à sa vérifiabilité et en les liant à la section « Notes et références ».
Le district de Bratislava II est l'un des cinq districts de Bratislava,.

## Démographie

### Évolution de la population
| Année:               | 1994.   | 2004.   | 2014.   | 2024.    |
| -------------------- | ------- | ------- | ------- | -------- |
| Nombre de personnes: | 113 100 | 108 316 | 112 054 | 126 649  |
| Différence:          |         | -4,22 % | +3,45 % | +13,02 % |

| Année:               | 2023.   | 2024.   |
| -------------------- | ------- | ------- |
| Nombre de personnes: | 125 980 | 126 649 |
| Différence:          |         | +0,53 % |